# Tinacrucis atopa
Tinacrucis atopa es una especie de polilla de la familia Tortricidae. 

## Distribución
Se encuentra en el río Cauca en Colombia.

## Descripción
La envergadura es de aproximadamente 30 mm. El color de fondo de las alas anteriores es amarillo anaranjado, pero más blanco a lo largo de la costa. Las marcas son de color marrón oscuro. Las alas traseras son de color amarillo anaranjado pálido con manchas de color marrón oscuro a lo largo del borde del ala, en la base del ala, en el área anal y a lo largo de la celda mediana.

## Etimología
El nombre de la especie se refiere a su posición separada y se deriva del griego atopos (que significa no solo).